# 너무 귀여운 크라이시스
너무 귀여운 크라이시스(일본어: カワイスギクライシス, Too Cute Crisis)는 키도 미츠루가 쓰고 그린 일본 만화 시리즈이다. 2019년 10월부터 슈에이샤의 점프스퀘어 매거진에 연재되었으며, 2024년 4월 기준 단행본 9권으로 챕터가 정리되었다. SynergySP가 각색한 애니메이션 TV 시리즈는 2023년 4월부터 6월까지 방영되었다.

## 전제
리자 루나는 수많은 행성을 통제하는 선진 문명인 우주 제국 아자토스의 외계인이다. 탐사대의 일원으로서 리자는 지구 침공의 첫 단계로 지구를 조사하러 온다. 처음에는 지구 문명이 자신보다 훨씬 낮기 때문에 지구를 파괴하고 싶었지만 카페에 들른 후 계획을 다시 생각하기 시작하고 너무 귀여운, 우주의 다른 행성에서 찾을 수 없는 생물인 고양이를 만난다.